# Coupe du Kazakhstan de football 2022
Navigation
Édition précédente Édition suivante
La Coupe du Kazakhstan 2022 est la 30e édition de la Coupe du Kazakhstan depuis l'indépendance du pays. Elle prend place entre le 6 avril et le 30 novembre 2022.
Un total de 30 équipes prennent part à la compétition, incluant les quatorze équipes de la première division kazakhe auxquelles s'ajoutent neuf clubs du deuxième échelon et sept autres de la troisième division.
La compétition est remportée par l'Ordabasy Chimkent qui s'impose en finale face à l'Akjaïyk Oural pour décrocher son deuxième titre dans la compétition.

## Phase préliminaire

### Premier tour
| Date         | Club                       | Score                | Club                    |
| ------------ | -------------------------- | -------------------- | ----------------------- |
| 6 avril 2022 | Kaysar Kyzylorda (D2)      | 2 - 0                | (D2) Okjetpes Kökşetaw  |
| 6 avril 2022 | Iassi Turkestan (D2)       | 0 - 0 ap (2 - 1 tab) | (D3) Khan-Tengri        |
| 6 avril 2022 | Jetyssou Taldykourgan (D2) | 4 - 0                | (D3) FK Altaï           |
| 6 avril 2022 | Kyran Chimkent (en) (D2)   | 0 - 3                | (D2) Akademia Ontoustik |
| 6 avril 2022 | SD Family (D3)             | 1 - 1 ap (5 - 6 tab) | (D3) Jas Kyran          |
| 6 avril 2022 | Aktobe City (D3)           | 2 - 1 ap             | (D3) FK Arys            |
| 6 avril 2022 | FK Igilik (D2)             | 1 - 2                | (D2) Jenis Noursoultan  |
| 7 avril 2022 | FK Baïkonour (D2)          | 1 - 4                | (D3) Jas Sunkar         |

### Deuxième tour
| Date          | Club                    | Score                | Club                       |
| ------------- | ----------------------- | -------------------- | -------------------------- |
| 12 avril 2022 | Aktobe City (D3)        | 0 - 0 ap (2 - 3 tab) | (D2) Jetyssou Taldykourgan |
| 12 avril 2022 | Kaysar Kyzylorda (D2)   | 1 - 0                | (D3) Jas Sunkar            |
| 12 avril 2022 | Akademia Ontoustik (D2) | 2 - 3                | (D2) Jenis Noursoultan     |
| 12 avril 2022 | Iassi Turkestan (D2)    | 2 - 0                | (D3) Jas Kyran             |

### Troisième tour
| Date       | Club                       | Score    | Club                   |
| ---------- | -------------------------- | -------- | ---------------------- |
| 4 mai 2022 | Kaysar Kyzylorda (D2)      | 3 - 0    | (D2) Iassi Turkestan   |
| 4 mai 2022 | Jetyssou Taldykourgan (D2) | 2 - 1 ap | (D2) Jenis Noursoultan |

## Phase de groupes
Cette phase voit l'entrée en lice de l'ensemble des équipes de la première division 2022. Les seize équipes concernées sont réparties en quatre groupes  de quatre, chaque club s'y affrontant à deux reprises pour un total de six matchs joués chacun. À l'issue de ces rencontres, les deux premiers de chaque groupe se qualifient pour les quarts de finale. Cette phase prend place entre le 8 juillet et le 14 août 2022.

### Groupe A
| Rang | Équipe                 | Pts | J | G | N | P | Bp | Bc | Diff |  | Résultats (▼ dom., ► ext.) | KAI | ORD | ATY | AKS |
| ---- | ---------------------- | --- | - | - | - | - | -- | -- | ---- |  | -------------------------- | --- | --- | --- | --- |
| 1    | Kaïrat Almaty (D1)     | 16  | 6 | 5 | 1 | 0 | 15 | 6  | +9   |  | Kaïrat Almaty (D1)         |     | 2-0 | 3-0 | 3-2 |
| 2    | Ordabasy Chimkent (D1) | 9   | 6 | 3 | 0 | 3 | 9  | 8  | +1   |  | Ordabasy Chimkent (D1)     | 1-3 |     | 1-2 | 2-0 |
| 3    | FK Atyraou (D1)        | 7   | 6 | 2 | 1 | 3 | 6  | 11 | -5   |  | FK Atyraou (D1)            | 2-3 | 1-4 |     | 0-0 |
| 4    | FK Aksou (en) (D1)     | 2   | 6 | 0 | 2 | 4 | 3  | 7  | -4   |  | FK Aksou (en) (D1)         | 1-1 | 0-1 | 0-1 |     |

### Groupe B
| Rang | Équipe                  | Pts | J | G | N | P | Bp | Bc | Diff |  | Résultats (▼ dom., ► ext.) | KAY | AKJ | KAS | KYZ |
| ---- | ----------------------- | --- | - | - | - | - | -- | -- | ---- |  | -------------------------- | --- | --- | --- | --- |
| 1    | Kaysar Kyzylorda (D2)   | 13  | 6 | 4 | 1 | 1 | 11 | 7  | +4   |  | Kaysar Kyzylorda (D2)      |     | 1-0 | 1-2 | 3-1 |
| 2    | Akjaïyk Oural (D1)      | 10  | 6 | 3 | 1 | 2 | 9  | 6  | +3   |  | Akjaïyk Oural (D1)         | 2-2 |     | 3-1 | 1-0 |
| 3    | Kaspiy Aqtaw (D1)       | 10  | 6 | 3 | 1 | 2 | 10 | 9  | +1   |  | Kaspiy Aqtaw (D1)          | 1-2 | 2-1 |     | 1-1 |
| 4    | Kyzyljar Petropavl (D1) | 1   | 6 | 0 | 1 | 5 | 4  | 12 | -8   |  | Kyzyljar Petropavl (D1)    | 1-2 | 0-2 | 1-3 |     |

### Groupe C
| Rang | Équipe                 | Pts | J | G | N | P | Bp | Bc | Diff |  | Résultats (▼ dom., ► ext.) | TAR | MAK | AKT | TOB |
| ---- | ---------------------- | --- | - | - | - | - | -- | -- | ---- |  | -------------------------- | --- | --- | --- | --- |
| 1    | FK Taraz (D1)          | 12  | 6 | 3 | 3 | 0 | 17 | 8  | +9   |  | FK Taraz (D1)              |     | 4-2 | 0-0 | 6-1 |
| 2    | FK Maktaaral (en) (D1) | 10  | 6 | 3 | 1 | 2 | 10 | 8  | +2   |  | FK Maktaaral (en) (D1)     | 1-1 |     | 3-2 | 1-0 |
| 3    | FK Aktobe (D1)         | 8   | 6 | 2 | 2 | 2 | 5  | 6  | -1   |  | FK Aktobe (D1)             | 1-1 | 1-0 |     | 1-0 |
| 4    | Tobol Kostanaï (D1)    | 3   | 6 | 1 | 0 | 5 | 7  | 18 | -11  |  | Tobol Kostanaï (D1)        | 3-5 | 1-4 | 2-1 |     |

### Groupe D
| Rang | Équipe                     | Pts | J | G | N | P | Bp | Bc | Diff |  | Résultats (▼ dom., ► ext.) | AST | CHA | TUR | JET |
| ---- | -------------------------- | --- | - | - | - | - | -- | -- | ---- |  | -------------------------- | --- | --- | --- | --- |
| 1    | FK Astana (D1)             | 12  | 6 | 3 | 3 | 0 | 17 | 7  | +10  |  | FK Astana (D1)             |     | 5-2 | 2-1 | 2-2 |
| 2    | Chakhtior Karagandy (D1)   | 10  | 6 | 3 | 1 | 2 | 13 | 14 | -1   |  | Chakhtior Karagandy (D1)   | 1-7 |     | 4-0 | 4-2 |
| 3    | Turan Turkestan (en) (D1)  | 5   | 6 | 1 | 2 | 3 | 5  | 9  | -4   |  | Turan Turkestan (en) (D1)  | 1-1 | 0-2 |     | 3-0 |
| 4    | Jetyssou Taldykourgan (D2) | 4   | 6 | 0 | 4 | 2 | 4  | 9  | -5   |  | Jetyssou Taldykourgan (D2) | 0-0 | 0-0 | 0-0 |     |

## Phase finale

### Quarts de finale
| Date         | Club                  | Score                | Club                     |
| ------------ | --------------------- | -------------------- | ------------------------ |
| 31 août 2022 | Kaïrat Almaty (D1)    | 1 - 2                | (D1) Akjaïyk Oural       |
| 31 août 2022 | FK Taraz (D1)         | 1 - 1 ap (4 - 2 tab) | (D1) Chakhtior Karagandy |
| 31 août 2022 | FK Astana (D1)        | 1 - 0                | (D1) FK Maktaaral (en)   |
| 31 août 2022 | Kaysar Kyzylorda (D2) | 1 - 1 ap (1 - 4 tab) | (D1) Ordabasy Chimkent   |

### Demi-finales
| Date            | Club               | Score | Club                   |
| --------------- | ------------------ | ----- | ---------------------- |
| 19 octobre 2022 | FK Astana (D1)     | 2 - 3 | (D1) Ordabasy Chimkent |
| 19 octobre 2022 | Akjaïyk Oural (D1) | 5 - 3 | (D1) FK Taraz          |

### Finale
La finale de cette édition voit s'opposer l'Akjaïyk Oural et l'Ordabasy Chimkent. Le premier atteint ce stade pour la première fois de son histoire à cette occasion tandis que le second dispute sa troisième finale, pour un succès en 2011 et une défaite en 2007.
La rencontre est disputée le 12 novembre 2022 à l'Astana Arena d'Astana. Elle démarre dans un premier temps à l'avantage de l'Akjaïyk, qui inscrit inscrit deux buts lors des onze premières minutes par l'intermédiaire de Zaven Badoyan et Toma Tabatadze. L'Ordabasy réduit la marque grâce à Samat Chamchi peu avant l'heure de jeu pour porter le score à 2-1 à la mi-temps. Très vite durant la deuxième période, Vsevolod Sadovski remet les deux équipes à égalité dès la 51e minute. L'Akjaïyk reprend une nouvelle fois l'avantage à la 67e minute sur un nouveau but de Tabatadze avant de creuser l'écart six minutes plus tard par l'intermédiaire d'Ilia Kovalenko. Cet avantage se réduit cependant très vite sur un but de Maksim Fedine (en) qui porte le score à 4-3 dans le dernier quart d'heure du temps réglementaire. L'Ordabasy finit par égaliser lors de la huitième minute du temps additionnel sur un but de Luis Gedes, qui force les deux équipes à la prolongation. Les pensionnaires de Chimkent décrochent un penalty à la 119e minute transformé par Elkhan Astanov (en) qui donne l'avantage au sien pour la première fois de la rencontre qui s'achève sur le score final de 5 buts à 4 en faveur de l'Ordabasy. Ce succès constitue la deuxième victoire du club dans la compétition et leur permet de se qualifier pour les éliminatoires de la Ligue Europa Conférence 2023-2024.
| Finale           | Akjaïyk Oural (D1)                             | 4 - 5 ap       | (D1) Ordabasy Chimkent                                                                | Astana Arena, Astana         |                              |
| 12 novembre 2022 | Badoyan 7e · Tabatadze 11e 67e · Kovalenko 73e | (2 - 1, 4 - 4) | 26e Chamchi · 51e Sadovski · 76e Fedine (en) · 90+8e Gedes · 119e (pen.) Astanov (en) | Arbitrage : Artiom Koutchine | Arbitrage : Artiom Koutchine |
| 12 novembre 2022 | Rapport                                        |                |                                                                                       | Arbitrage : Artiom Koutchine | Arbitrage : Artiom Koutchine |